# 超越無限兩分鐘
《超越無限兩分鐘》（日语：ドロステのはてで僕ら）是一部於2020年6月5日上映的日本電影，由歐洲企劃製作。

## 劇情簡介
加藤是一家咖啡店的店長。某天夜裡，加藤在咖啡店2樓家中尋找吉他的撥子，突然聽到電腦顯示器傳出呼喚他的聲音。加藤上前一看，發現電腦屏幕中出現了另一個自己。顯示器中的“加藤”告訴他說他就是兩分鐘後的加藤本人。

## 登場人物
加藤演員 - 土佐和成
咖啡店老闆。
惠美演員- 朝倉禮生
咖啡店隔壁理髮店的理髮師。
綾演員 - 藤谷理子
咖啡店店員。
小宮演員 - 石田剛太
咖啡店顧客。廣播劇作家。
小澤演員 - 酒井善史
咖啡店顧客。手機遊戲開發者。
田邊演員 - 諏訪雅
咖啡店顧客。自行車店男性。
古谷演員 - 角田貴志
經營地下錢莊。成田的哥哥。
成田演員 - 中川晴樹
古谷的弟弟。

## 製作人員
- 原案・劇本：上田誠
- 導演・攝影・編集：山口淳太
- 音樂：滝本晃司
- 助理導演：鍋島雅郎
- 錄音：平川鼓湖
- 美術：後藤圓香
- 服裝：清川敦子
- 髮型師：山田美香、松村妙子、廣澤友唯
- 製作人：大槻貴宏、吉田和睦
- 製作：Tollywood、歐洲企劃
- 發行：Tollywood
- 宣傳：下北澤電影節

## 評價
根据評論匯總网站爛番茄汇总的67篇评论文章，99%的评论家给予该作正面评价，平均打分为8.3分（满分10分）

## 外部連結
- 互联网电影数据库（IMDb）上《超越無限兩分鐘》的资料（英文）